# William Henry Pickering
William Henry Pickering (Boston, 15 febbraio 1858 – Mandeville, 17 gennaio 1938) è stato un astronomo statunitense, fratello di Edward Charles Pickering.

## Biografia
Non è da confondersi con William Hayward Pickering, che diresse il Jet Propulsion Laboratory.
Pickering scoprì Febe, il nono satellite di Saturno, nel 1899, analizzando fotografie scattate l'anno precedente; credette anche di aver scoperto un decimo satellite, Temi, nel 1905, ma si trattò di un errore.
Fu inoltre attivo nel campo dell'osservazione delle eclissi solari e dello studio dei crateri lunari. A lui si deve la fondazione o la costruzione di numerosi osservatori astronomici, fra cui l'Osservatorio Lowell di Percival Lowell.
Nel 1919, in base ad anomalie delle orbite di Urano e Nettuno, Pickering predisse l'esistenza di un pianeta, il Pianeta X; un programma di ricerca condotto presso l'Osservatorio di Monte Wilson non riuscì tuttavia ad individuare il nuovo corpo celeste. Pochi anni dopo (nel 1930) Clyde Tombaugh scoprì Plutone; la sua massa è tuttavia di gran lunga troppo piccola per avere un effetto rilevante sulle orbite di Urano e Nettuno. Le anomalie osservate erano in realtà dovute a forti incertezze nei dati fisici relativi ai due giganti gassosi esterni (soprattutto per quanto riguarda la loro massa).
Pickering trascorse l'ultima parte della propria vita presso il suo osservatorio personale, in Giamaica; qui si dedicò alla compilazione di un atlante fotografico della Luna.
Il cratere Pickering, sulla Luna, come pure l'omonimo sul pianeta Marte di 115 km di diametro sono stati così intitolati in onore di William Henry Pickering e del fratello Edward Charles, sempre assieme al fratello gli è stato dedicato un asteroide, 784 Pickeringia.